# Sozialdemokratische Partei des Saargebietes
Die Sozialdemokratische Partei des Saargebietes war die sozialdemokratische Partei im 1918 bis 1935 vom Deutschen Reich abgetrennten Saargebiet. Sie war die Schwesterpartei der Sozialdemokratischen Partei Deutschlands. Als Reaktion auf die Machtergreifung der Nationalsozialisten im Deutschen Reich nannte sie sich am 12. November 1933 in Sozialdemokratische Landespartei um.

## Geschichte

### Vorgeschichte
Im Deutschen Kaiserreich war die SPD nach Bezirken organisiert. Im Saargebiet kamen daher Teile des preußischen SPD-Bezirks Obere Rheinprovinz und des bayerischen Bezirks Rheinpfalz zusammen. Eine gemeinsame Organisation musste zunächst geschaffen werden.
Bei der Wahl zur Weimarer Nationalversammlung am 19. Januar 1919 wurde noch getrennt abgestimmt. Im Wahlkreis 21 (Koblenz und Trier, hierzu gehörten die preußischen Teile des späteren Saargebietes) war das Zentrum stärkste Partei geworden, im Wahlkreis 27 (Pfalz) die SPD. Die Bevölkerung des Saargebietes war zu 72 % katholisch, die sozialdemokratische Partei hatte daher gegenüber der Zentrumspartei des Saargebietes schlechte Voraussetzungen.

## Organisation
Die SPD des Saargebietes wählte Valentin Schäfer, der seit 1914 Vorsitzender des SPD-Unterbezirks Saar gewesen war, 1920 zum Parteivorsitzenden. Außerhalb des Landkreises Saarbrücken bestanden nur wenige aktive Ortsgruppen. Dies war überwiegend in den wenigen evangelischen Orten des Saargebietes der Fall.

## Politik
In einem weitaus überwiegend katholischen Gebiet war es für den Wahlerfolg für die Sozialdemokraten wichtig, zu betonen, dass ihre Politik nicht kirchenfeindlich sei. Dennoch stand sie einem Klerus gegenüber der deutlich für das Zentrum und gegen die SPD positioniert war.
Einen in der Auseinandersetzung mit der USPD bzw. KPD wichtigen Konflikt hatte die SPD mit den freien Gewerkschaften auszutragen. Die SPD des Saargebietes verfolgte eine deutlich national orientierte Politik und strebte eine Rückgliederung nach Deutschland an. Der Konflikt entspann sich in der Beurteilung der Einführung des französischen Franken als Währung des Saargebietes. Während die Gewerkschaften die Auszahlung der Löhne in Franken unterstützen, lehnte die SPD die Frankeneinführung ab, da sie dem Ziel einer Wiedervereinigung entgegenwirkte.
Inhaltlich lagen die Vorstellungen von SPD, Zentrum und Volkspartei im Saargebiet in den 1920er Jahren nahe beieinander. Die Parteien traten daher auch gegenüber dem Völkerbund und der Reichsregierung geschlossen auf.

## Wahlergebnisse
Die SPD war nach dem Zentrum die zweitstärkste Partei im Saargebiet. Sie erreichte in den ersten drei Wahlen jeweils fünf bis sechs der 30 Sitze im Landesrat, bei der Wahl am 13. Februar 1932 waren es noch drei; erstmals war die KPD an der SPD vorbeigezogen.

## Nach der Machtergreifung
Mit der „Machtergreifung“ der Nationalsozialisten im Reich geriet die Saar-SPD in eine schwierige Lage. Schwerpunkt ihrer Politik war die Unterstützung der verfolgten Sozialdemokraten und Gewerkschafter im Rahmen ihrer Möglichkeiten. Dazu gehörten auch scharfe Angriffe gegen die Reichsregierung. Auf der anderen Seite hatte sich die Partei immer klar für eine Rückgliederung des Saargebietes in das Reich ausgesprochen. Unter den neuen Machthabern bedeute diese Rückgliederung aber Verbot der SPD und Verfolgung deren Anhänger. Am 7. April 1933 beschloss der Parteivorstand folgenden Beschluss:

„Der Vorstand der Sozialdemokratischen Partei des Saargebietes sieht sich veranlaßt, angesichts verschiedener Angriffe erneut zu erklären, daß die Sozialdemokratische Partei des Saargebietes wie in der Vergangenheit auch in der Zukunft für die restlose Rückgliedeung des Saargebietes an Deutschland eintritt... Diese Feststellung ist unabhängig von dem innenpolitischen Freiheitskampf der Sozialdemokratie.“

Das Saargebiet wurde mit dem Verbot der SPD im Reich Rückzugsraum für führende Sozialdemokraten. Am 20. Juni wurde in Saarbrücken die erste Ausgabe der neuen SPD-Parteizeitung Die Deutsche Freiheit veröffentlicht. Das Blatt mit einer Auflage von 100.000 Exemplaren und wurde illegal im Reich verteilt.

## Die Saarabstimmung
Im Laufe des Jahres 1933 wurde immer deutlicher, dass die Hoffnung der Saar-SPD, das neue Regime in Berlin würde zu einer moderaten Politik finden und den Konflikt zwischen Demokratie und nationaler Einheit verschwinden lassen, illusorisch war. Am 14. Oktober 1933 trat das nationalsozialistische Deutsche Reich aus dem Völkerbund aus. Nun änderte die SPD ihre Position. Am 16. Oktober führte Max Braun aus:

„Solange dieses Blut- und Henkerregime Deutschland vergewaltigt, ist an eine Rückkehr des Saargebietes nicht zu denken.“

Nun forderte die SPD eine Verschiebung der Volksabstimmung über eine Rückkehr der Saar um fünf bis zehn Jahre. Diese Position konnte sich im Völkerbund nicht durchsetzen. Am 4. Juni 1934 wurde der Termin der Volksabstimmung auf den 13. Januar 1935 festgelegt. Nun musste sich die SPD festlegen. Die neue Position lautete, für eine Ablehnung zu stimmen. Der Status quo war der Rückgliederung zum jetzigen Zeitpunkt vorzuziehen.
Zu dem gleichen Ergebnis war auch die KPD des Saargebietes gekommen. Das eigentliche Ziel, eine kommunistische Diktatur nach dem Vorbild der Sowjetunion war nicht realistisch; der Status quo war auch für die KPD die bessere Entscheidung. Diese Entscheidung fiel in die Zeit der Entwicklung der Volksfrontpolitik der Komintern, die KPD strebte nun eine Aktionseinheit mit den demokratischen Sozialisten an.
Im Saargebiet führte dies zur Bildung der Freiheitsfront zwischen SPD und KPD. Man sprach gemeinsam über eine gemeinsame Position in der Saarabstimmung. Am 4. Juli 1934 veröffentlichten Max Braun und der KPD-Chef Fritz Pfordt einen gemeinsamen Aufruf, bei der Volksabstimmung mit „Nein“ zu stimmen und zu einer gemeinsamen Kundgebung.
Die Saarabstimmung erwies sich als ein Desaster für die Volksfront. Von den 528.105 abgegebenen Stimmen entfielen 477.119 für die Rückkehr des Saargebiets und nur 46.613 für den Status quo. Damit lag der Anteil der Wähler des Status quo noch unter den 9,6 %, die die SPD bei der Landesratswahl 1932 alleine erreicht hatte.
Mit der Rückgliederung des Saargebietes zum 1. März 1935 griff auch im Saargebiet das Verbot der SPD.

## Persönlichkeiten

### Vorsitzende
- Valentin Schäfer (1920–1928)
- Max Braun (1928–1935)

### Fraktionsvorsitzende
- Walther Sender (1922–1932)

### Mitglieder im Landesrat
| Abgeordneter          | 1. WP    | 2. WP    | 3. WP    | 4. WP    |
| --------------------- | -------- | -------- | -------- | -------- |
| Anton Betz            | Mitglied | Mitglied | 0        | 0        |
| Max Braun             | 0        | 0        | 0        | Mitglied |
| Karl Brettar          | 0        | Mitglied | 0        | 0        |
| Johann Peter Hoffmann | Mitglied | Mitglied | Mitglied | 0        |
| Heinrich Lieser       | 0        | 0        | Mitglied | Mitglied |
| Hermann Petri         | Mitglied | Mitglied | Mitglied | Mitglied |
| Hermann Ringle        | Mitglied | 0        | 0        | 0        |
| Bernhard Schneider    | 0        | 0        | Mitglied |          |
| Walther Sender        | Mitglied | Mitglied | Mitglied | 0        |
| August Werkle         | 0        | Mitglied | 0        | 0        |
| Fritz Zimmer          | 0        | Mitglied | 0        |          |